# Weyn-bóbitásantilop
A Weyn-bóbitásantilop (Cephalophus weynsi) az emlősök (Mammalia) osztályának párosujjú patások (Artiodactyla) rendjébe, ezen belül a tülkösszarvúak (Bovidae) családjába és a bóbitásantilop-formák (Cephalophinae) alcsaládjába tartozó faj.

## Előfordulása, élőhelye
Burundi, a Kongói Köztársaság, a Kongói Demokratikus Köztársaság, Ruanda, Uganda, Szudán, Tanzánia és Kenya állatfaja. Síkvidéki és montán esőerdőkben él. A Kongói Demokratikus Köztársaság területén található nagy méretű, egybefüggő  síkvidéki erdőterületeken él, ahonnan nem merészkedik túlságosan távolra a galériaerdőkbe és a szavannás területeken belüli elszigetelt erdőcsoportokba. Kelet-afrikai élőhelyén azonban viszonylag kis méretű és elszigetelt erdőkben is megtalálható. Az Ituri-esőerdőben primér esőerdők és idős másodlagos erdők lakója. Felhatol akár 3000 m magasságra is, jelenlétét az Elgon-hegyről is jelentették.

## Alfajai
- Cephalophus weynsi johnstoni Thomas, 1901
- Cephalophus weynsi lestradei Groves & Grubb, 1974
- Cephalophus weynsi weynsi Thomas, 1901

## Megjelenése
A kifejlett Weyn-bóbitásantilop átlagos testtömege 15 kilogramm, marmagassága 43 centiméter. Szőrzetének színe vöröses.

## Természetvédelmi helyzete
Az Ituri-esőerdőben a kék bóbitásantilop után a leggyakoribb bóbitásantilop-féle. Állománysűrűsége a vadászattól mentes területeken eléri a 15 egyed/km²-t. Állományának teljes létszámát 1999-ben East 188 000-re becsülte.
A faj számára a fő fenyegetést a (különösen hálóval történő) vadászat jelenti, bár ez a faj ebből a szempontból az ellenállóbbak közé tartozik.
Populációi számos védett területen élnek, többek között a Kongói Demokratikus Köztársaság területén az Okapi Vadrezervátumban, a Maiko Nemzeti Parkban és a Salonga Nemzeti Parkban, Ugandában a Kibale Nemzeti Parkban, Kenyában a Mount Elgon Nemzeti Parkban, valamint Tanzániában a Mahala Mountains Nemzeti Parkban.